# Ramin Əzizov
Ramin Əzizov –también escrito como Ramin Azizov– (Lankaran, 8 de febrero de 1988) es un deportista azerbaiyano que compitió en taekwondo. Ganó una medalla de bronce en el Campeonato Mundial de Taekwondo de 2013 y dos medallas en el Campeonato Europeo de Taekwondo, plata en 2012 y bronce en 2014.

## Palmarés internacional
| Campeonato Mundial | Campeonato Mundial       | Campeonato Mundial | Campeonato Mundial |
| Año                | Lugar                    | Medalla            | Categoría          |
| ------------------ | ------------------------ | ------------------ | ------------------ |
| 2011               | Gyeongju (Corea del Sur) | Medalla de bronce  | –80 kg             |
| Campeonato Europeo |                          |                    |                    |
| Año                | Lugar                    | Medalla            | Categoría          |
| 2012               | Mánchester (Reino Unido) | Medalla de plata   | –80 kg             |
| 2014               | Bakú (Azerbaiyán)        | Medalla de bronce  | –80 kg             |